# Сібрінг (Огайо)
Сібрінг (англ. Sebring) — селище (англ. village) в США, в окрузі Магонінґ штату Огайо. Населення — 4191 особа (2020).

## Географія
Сібрінг розташований за координатами 40°55′12″ пн. ш. 81°1′31″ зх. д. / 40.92000° пн. ш. 81.02528° зх. д. (40.920003, -81.025268).  За даними Бюро перепису населення США в 2010 році селище мало площу 6,51 км², з яких 6,46 км² — суходіл та 0,04 км² — водойми.

## Демографія
Згідно з переписом 2010 року, у селищі мешкало 4420 осіб у 1898 домогосподарствах у складі 1098 родин. Густота населення становила 679 осіб/км².  Було 2291 помешкання (352/км²).
Расовий склад населення:
| - 97,8 % — білих - 0,2 % — чорних або афроамериканців - 0,2 % — азіатів - 0,1 % — корінних американців |

До двох чи більше рас належало 1,2 %. Частка іспаномовних становила 0,7 % від усіх жителів.
За віковим діапазоном населення розподілялося таким чином: 20,4 % — особи молодші 18 років, 52,7 % — особи у віці 18—64 років, 26,9 % — особи у віці 65 років та старші. Медіана віку мешканця становила 45,3 року. На 100 осіб жіночої статі у селищі припадало 84,2 чоловіків;  на 100 жінок у віці від 18 років та старших — 79,9 чоловіків також старших 18 років.
Середній дохід на одне домашнє господарство  становив 43 671 долар США (медіана — 36 458), а середній дохід на одну сім'ю — 48 491 долар (медіана — 42 813). Медіана доходів становила 30 564 долари для чоловіків та 29 444 долари для жінок. За межею бідності перебувало 15,0 % осіб, у тому числі 30,9 % дітей у віці до 18 років та 9,2 % осіб у віці 65 років та старших.
Цивільне працевлаштоване населення становило 1807 осіб. Основні галузі зайнятості: виробництво — 24,5 %, освіта, охорона здоров'я та соціальна допомога — 15,4 %, сільське господарство, лісництво, риболовля — 11,9 %, роздрібна торгівля — 10,5 %.